# Fondul construit de pe Colina Pușkin (Chișinău)
Fondul construit de pe Colina Pușkin este un complex de clădiri amplasat pe Colina Pușkin – 2, 3, 4, 5, 8, 8A, 10, 12, 16, 36 în Chișinău, Republica Moldova. Este un monument arhitectural și de artă de importanță națională inclus în Registrul monumentelor Republicii Moldova ocrotite de stat cu nr. 283.10 (municipiul Chișinău).

## Imagini

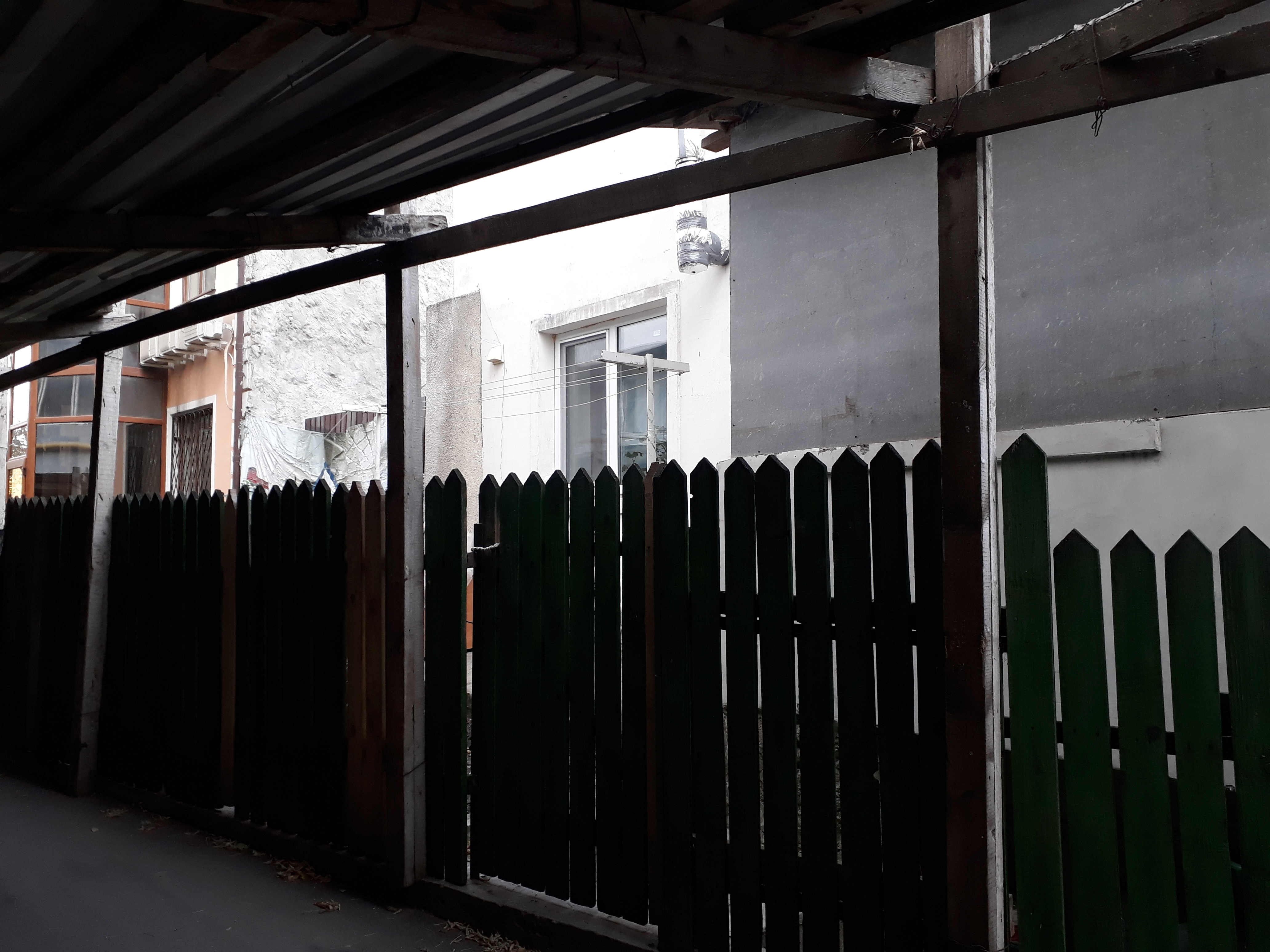
nr. 2 (inexistent; în imagine o clădire modernă)
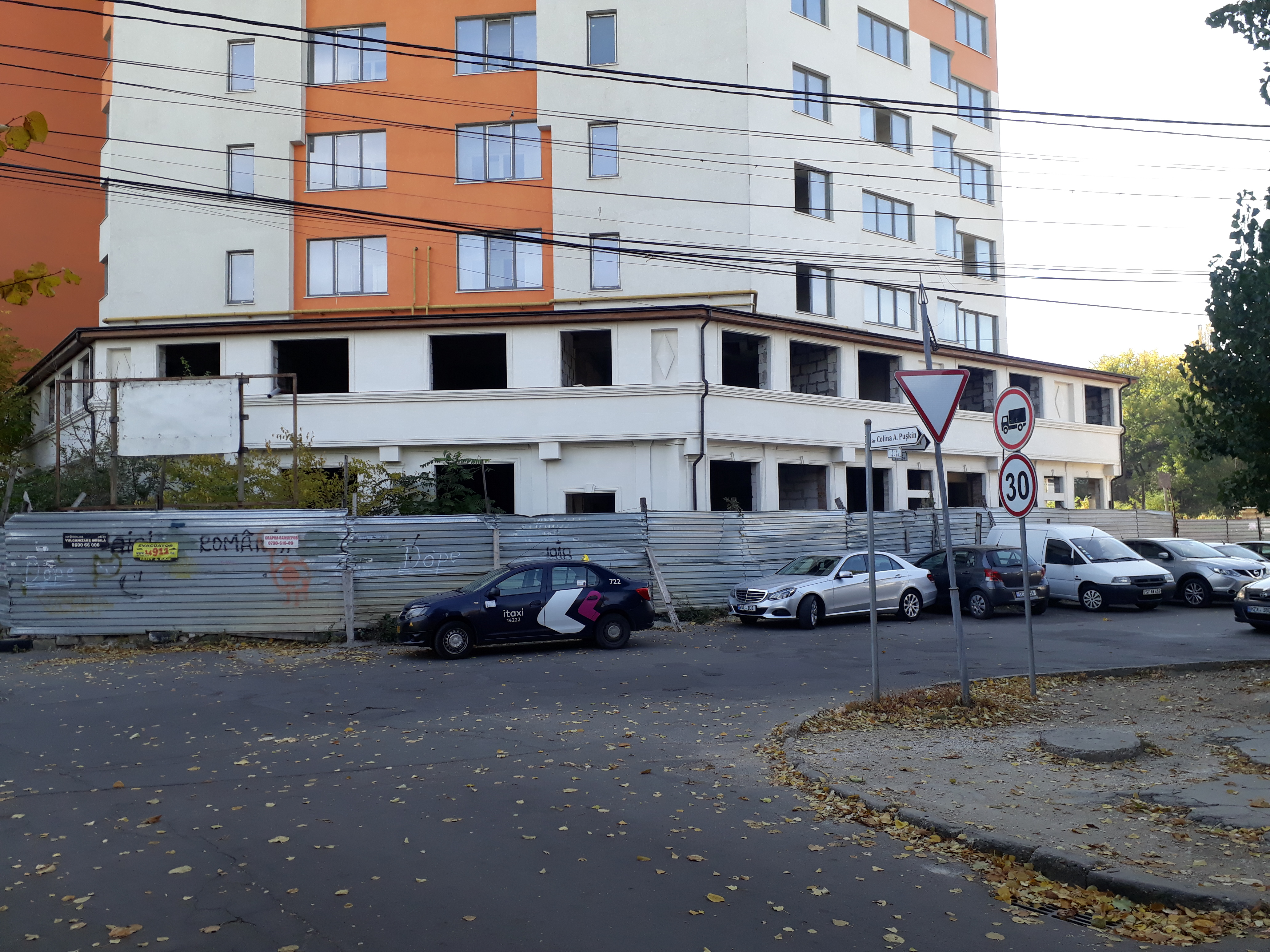
nr. 3 (inexistent; în imagine un complex locativ recent ridicat)
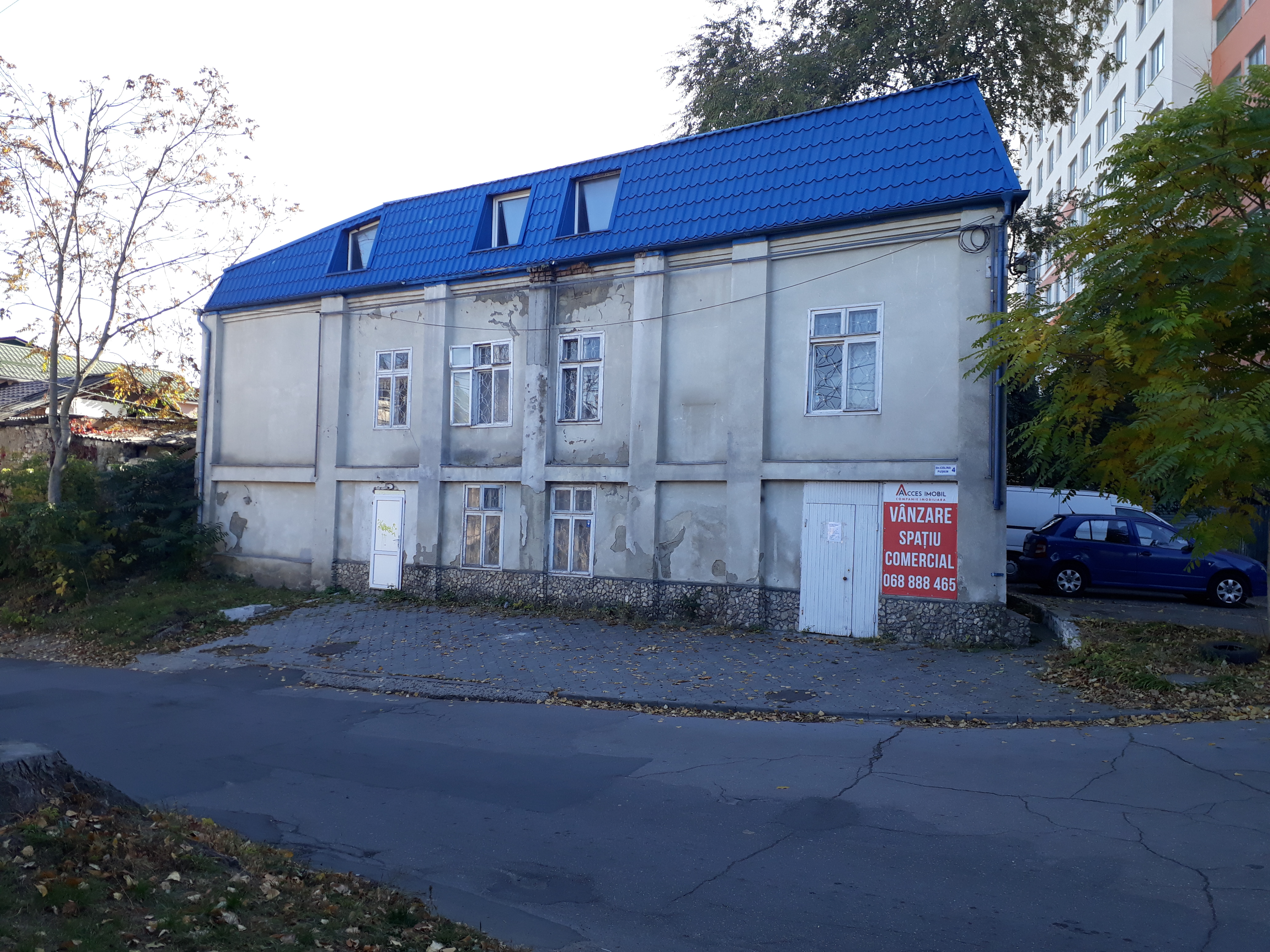
nr. 4 (dinspre str. Ion Pruncul)
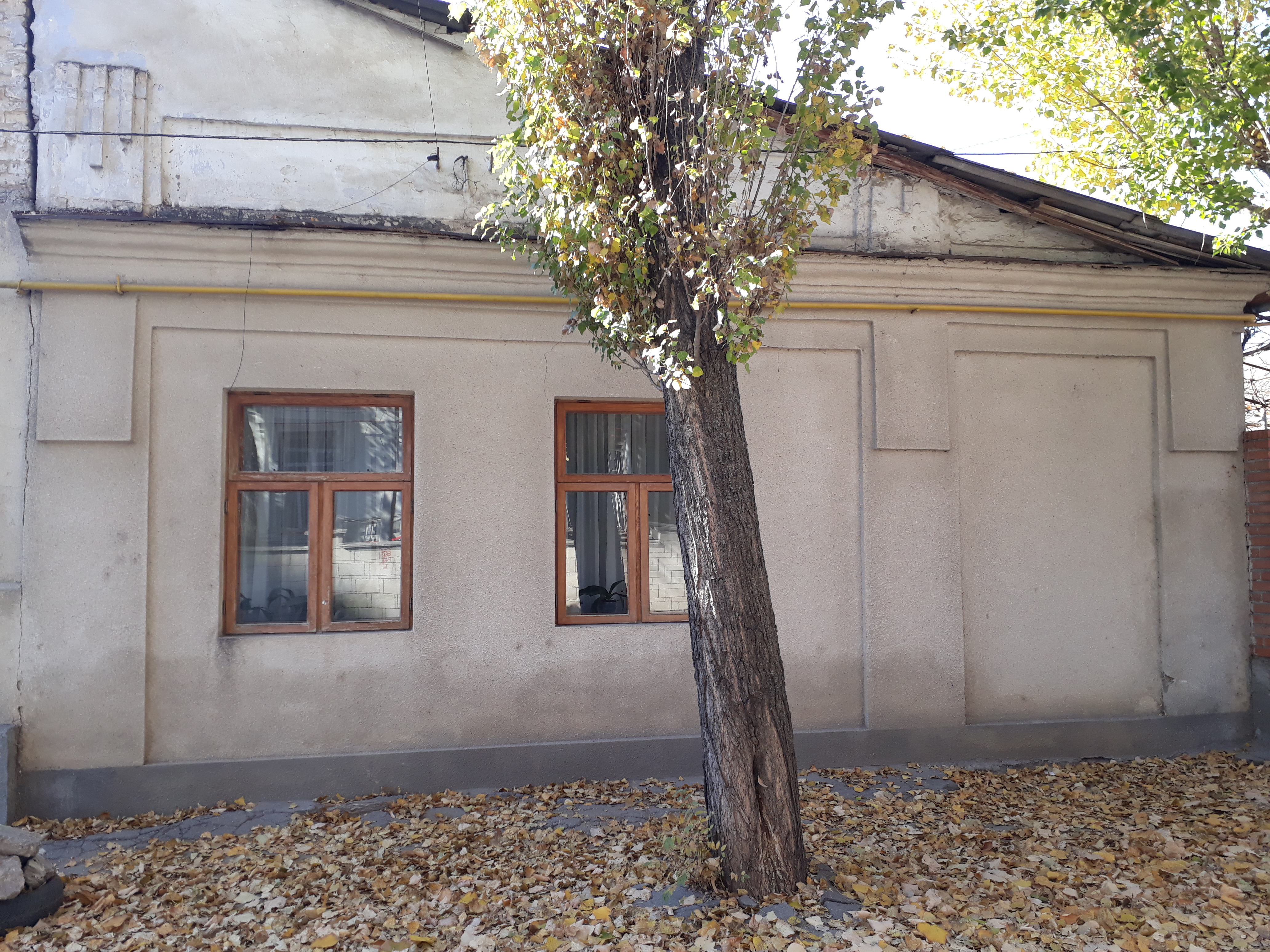
nr. 5
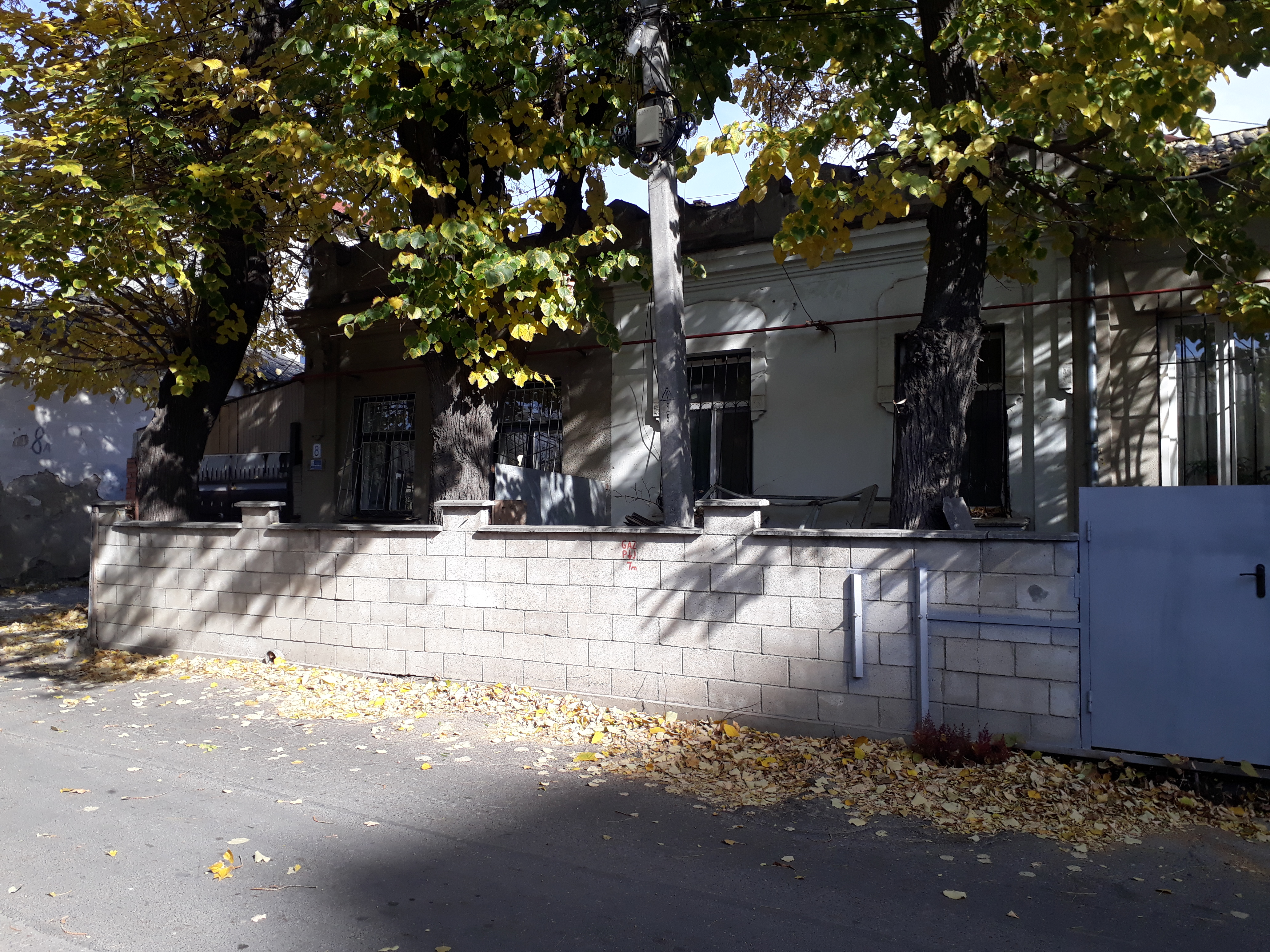
nr. 8
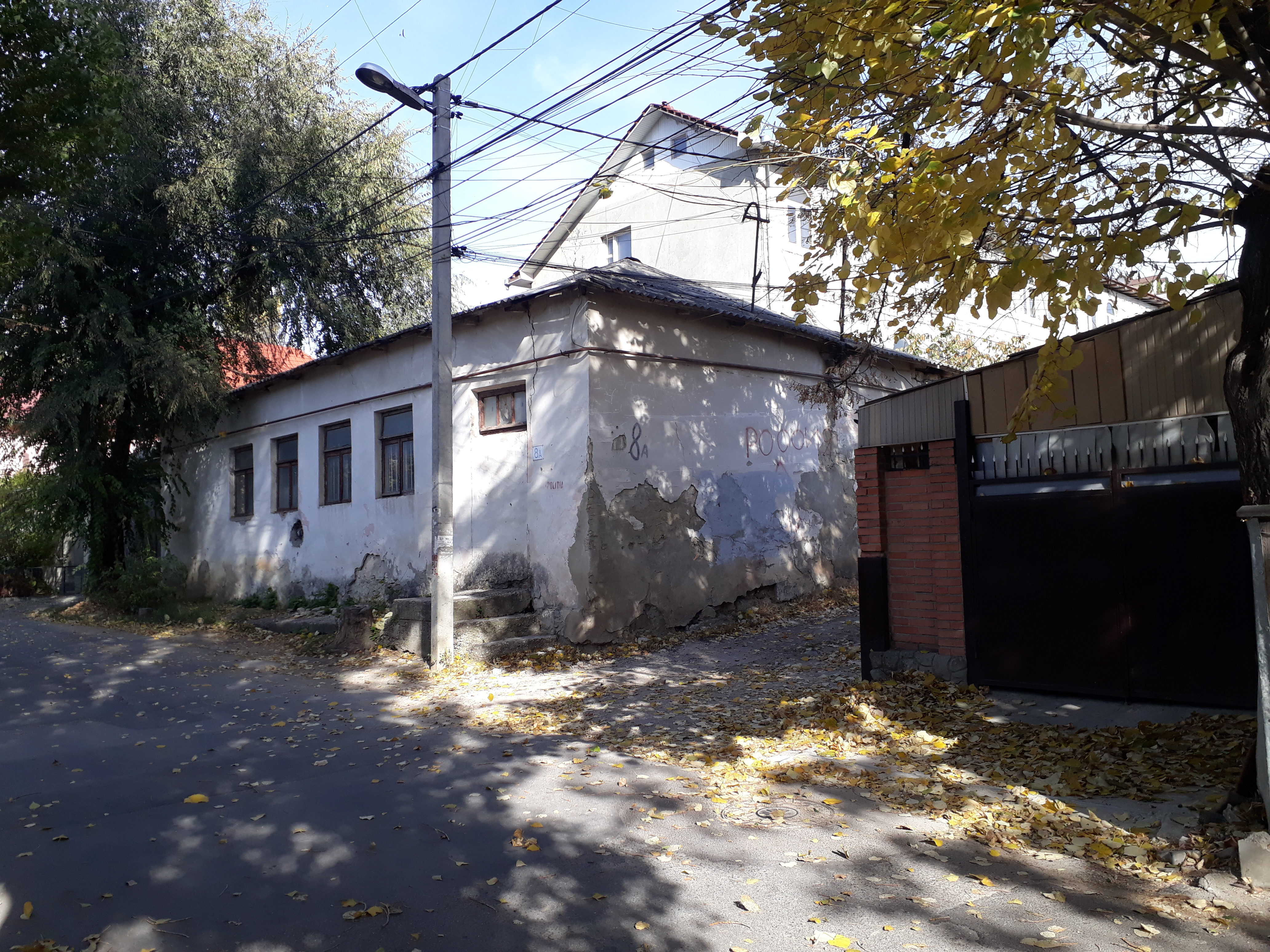
nr. 8A
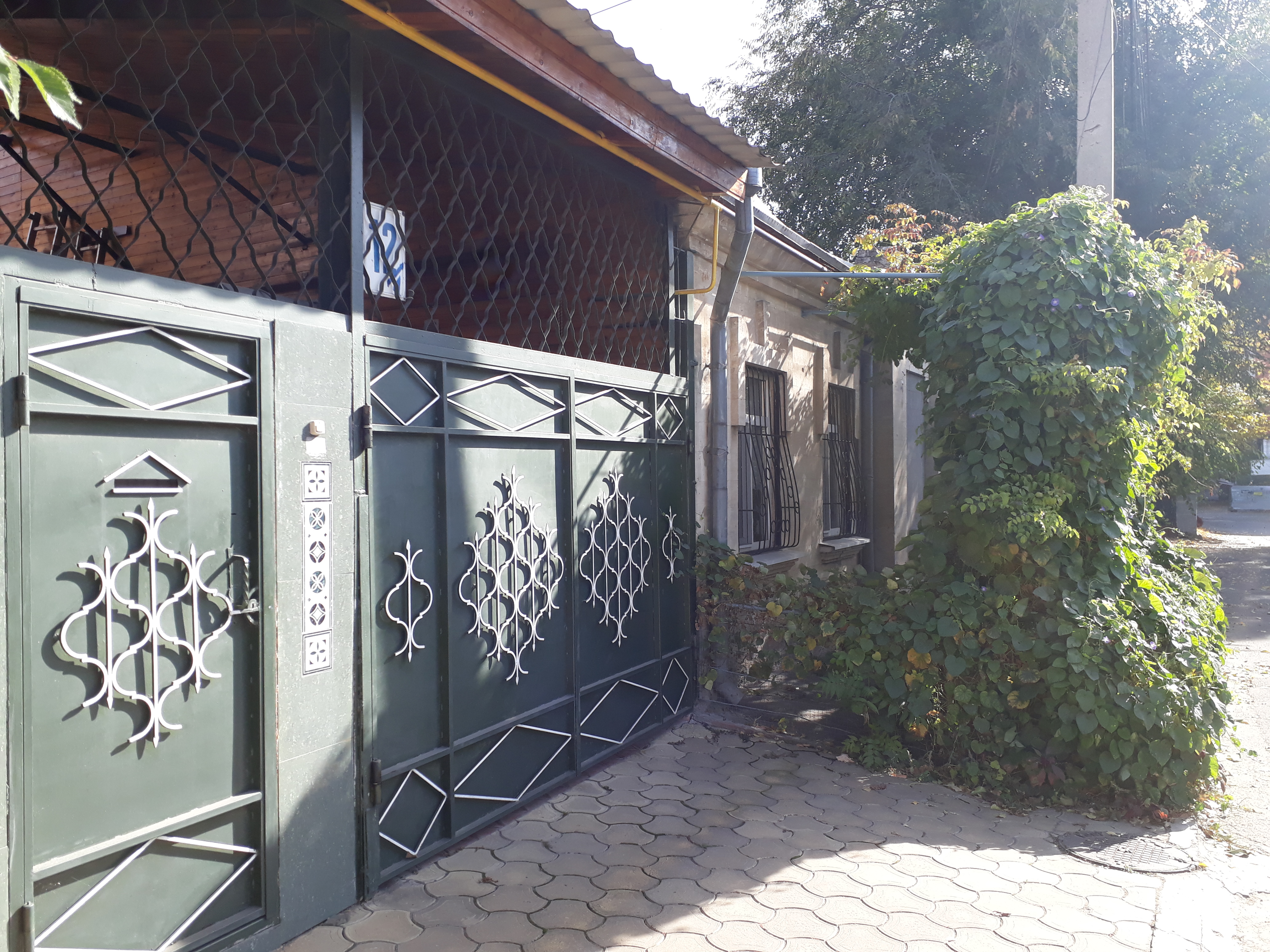
nr. 10
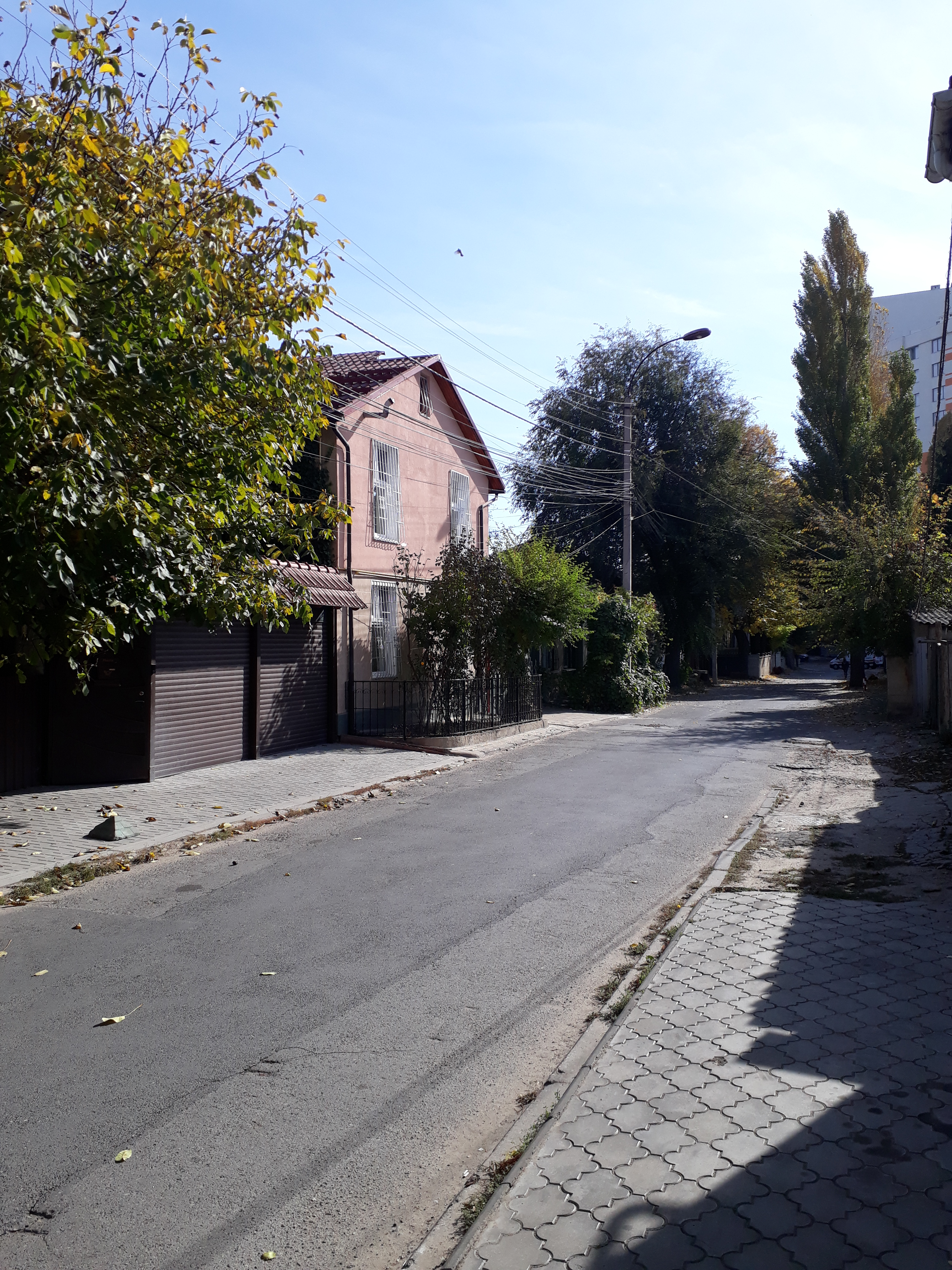
nr. 12
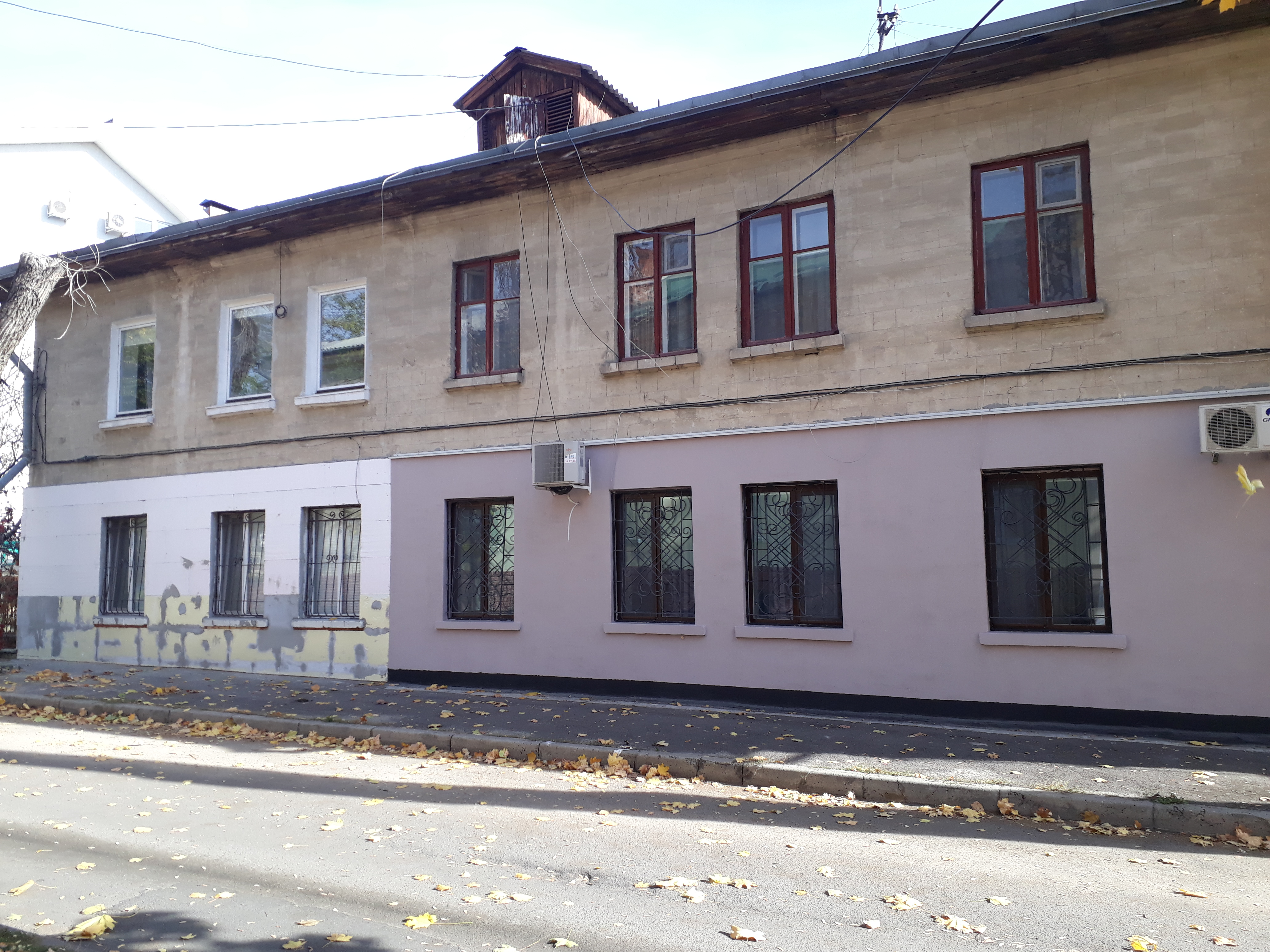
nr. 16
nr. 36 (?)